# Campagna dell'Atlantico del 1806
La campagna dell'Atlantico del 1806  fu una complicata serie di manovre e contromanovre condotte dagli squadroni della Marina francese e della Royal Navy inglese nell'Oceano Atlantico nel corso della primavera e dell'estate del 1806, come parte delle guerre napoleoniche. La campagna fece seguito direttamente a quella di Trafalgar dell'anno precedente, nella quale la flotta francese del Mediterraneo si era portata nell'Atlantico, tornando in Europa poi per congiungersi con quella spagnola. Il 21 ottobre 1805, queste forze combinate vennero distrutte da Lord Nelson nella battaglia di Trafalgar, sebbene la campagna non poté considerarsi terminata sino alla battaglia di Cabo Ortegal del 4 novembre 1805. Credendo che la marina francese non fosse in grado di organizzare una resistenza in mare durante l'inverno, il primo lord dell'ammiragliato, Lord Barham ritirò gli squadroni inglesi. Barham commise però un errore in quanto la flotta francese dell'Atlantico, di base a Brest, non era stata coinvolta nella campagna di Trafalgar e si presentava ora pronta all'uso. Cogliendo l'occasione della riduzione delle navi inglesi nel porto, Napoleone ordinò a due pesanti squadroni di prendere la via del mare e distruggere le navi inglesi che avessero incontrato per impedire raduni futuri della Royal Navy.
Partite le navi da Brest il 13 dicembre 1805, l'ammiragliato a Londra ne venne avvisato solo 12 giorni dopo, quando ormai gli squadroni francesi si trovavano già nel bel mezzo dell'Atlantico, uno al comando del viceammiraglio Corentin-Urbain Leissègues diretto ai Caraibi e l'altro, al comando del contrammiraglio Jean-Baptiste Willaumez, diretto verso l'Atlantico meridionale. Due squadroni inglesi vennero impegnati nell'inseguimento, uno al comando del contrammiraglio Sir Richard Strachan e l'altro sotto il contrammiraglio Sir John Borlase Warren. Questi squadroni vennero raggiunti da un terzo al comando del contrammiraglio Sir John Thomas Duckworth, provenuto di corsa dalla stazione di Cadice quando seppe dell'aiuto di cui necessitavano i suoi compagni per inseguire Willaumez. Anche se Willaumez riuscì a sfuggire nell'Atlantico meridionale, Leissègues ebbe meno fortuna e venne scoperto ed il suo squadrone decimato nella Battaglia di Santo Domingo del febbraio del 1806 dalle forze combinate al comando di Duckworth e del contrammiraglio Alexander Cochrane. Altri squadroni già per mare rimasero coinvolti nella campagna: un piccolo squadrone stava razziando la costa africana al comando del commodoro Jean-Marthe-Adrien L'Hermite dall'agosto del 1805 e prese parte alla campagna e riuscì ad avere un ruolo rilevante nella campagna, mentre il resto delle forze francesi comandate dal contrammiraglio Charles-Alexandre Durand Linois stavano operando nell'Oceano Indiano dal 1803, ma vennero intercettate e sconfitte da Warren nel marzo di quello stesso anno.
Willaumez raggiunse solo successi minori nelle sue operazioni nell'Atlantico meridionale e nei Caraibi, ma venne coinvolto in un tremendo uragano nel viaggio di ritorno e molte delle sue navi si arenarono sulla costa orientale del Nord America. Una di queste venne intercettata e poi distrutta dalle forze inglesi ed altre rimasero così malamente danneggiate che dovettero essere vendute come rottami ai porti americani. Le navi scampate al pericolo gradualmente tornarono a Brest nel corso dell'autunno e sino ai primi mesi del 1807 ancora. La campagna fu l'ultima operazione significativa condotta nell'Atlantico nel corso della guerra in quanto nessuno squadrone di qualsivoglia natura lasciò più il Golfo di Biscaglia sino al 1808. Le perdite subite dalla flotta di Brest indebolirono a tal punto la marina che molti non volerono partecipare a delle operazioni sino al 1809, quando il tentativo di rompere il blocco di Brest si concluse nella sconfitta della battaglia di Basque Roads.

## Antefatto

### Trafalgar
Il 30 marzo 1805, la flotta del Mediterraneo francese sotto il controllo del viceammiraglio Pierre-Charles Villeneuve riuscì a irrompere nel porto di Tolone, evitando il blocco inglese al comando del viceammiraglio Lord Nelson e salpando ad ovest del Mediterraneo verso l'Atlantico, ma Nelson lo inseguì con alcuni giorni di ritardo. Villeneuve, si unì allo squadrone spagnolo, attraversando l'oceano sino ai Caraibi ed ancorandosi in Martinica, mentre Nelson giunse alle Barbados l'11 giugno. In panico per l'arrivo degli inglesi, Villeneuve ed i suoi uomini fecero immediatamente ritorno in Europa, con Nelson ancora una volta alle calcagna. Gli ordini di Villeneuve erano di salpare verso il porto di Brest, il porto francese nella Baia di Biscaglia, e qui riunirsi alla flotta del viceammiraglio Honoré Ganteaume. Queste forze insieme sarebbero state in grado di fronteggiare la Royal Navy e scacciarla dal Canale della Manica, predisponendo così l'invasione della Gran Bretagna. Ad ogni modo, aveva da poco sorpassato il porto spagnolo di Ferrol il 22 luglio 1805, quando Villeneuve venne intercettato dalla flotta inglese al comando del viceammiraglio Sir Robert Calder. Nella successiva Battaglia di Capo Finisterre, Calder catturò due navi spagnole ma non riuscì a dare il colpo di grazia allo squadrone di Villeneuve, che poi salpò alla volta di Cadice, il principale porto spagnolo verso l'Atlantico. Nelson giunse poco dopo ed iniziò il blocco navale del porto.
Il 21 ottobre 1805, le forze combinate di Villeneuve e della flotta franco-spagnola salpata da Cadice vennero intercettate da Nelson, provocando così la battaglia di Trafalgar. Sebbene Nelson stesso sia rimasto ucciso al picco della battaglia, il suo squadrone riuscì ad infliggere una devastante sconfitta alle flotte combinate, catturando e distruggendo 17 navi tra francesi e spagnole, tra cui l'ammiraglia di Villeneuve. Il restante delle navi riparò a Cadice, anche se altre navi francesi si distaccarono e vennero catturate poi nel corso della Battaglia di Cabo Ortegal due settimane più tardi. In totale, la campagna costò a Napoleone 13 navi francesi e 12 navi spagnole, eliminando così ogni possibilità di mostrare la superiorità francese anche via mare e prevenendo tra l'altro la già pianificata invasione della Gran Bretagna. L'eliminazione delle flotte francese e spagnola pose fine alla minacciata invasione dei napoleonici ed il Primo lord dell'ammiragliato Lord Barham, colse così l'opportunità per ridurre i costi e i danni alle sue navi ritirandole dall'Atlantico ritenendo che nel corso dell'inverno le navi francesi non fossero in grado di ricostituire un'adeguata difesa in loco. Egli scrisse: "Ha poco senso consumare le nostre navi in un infruttuoso assedio durante l'inverno"

### Il piano francese

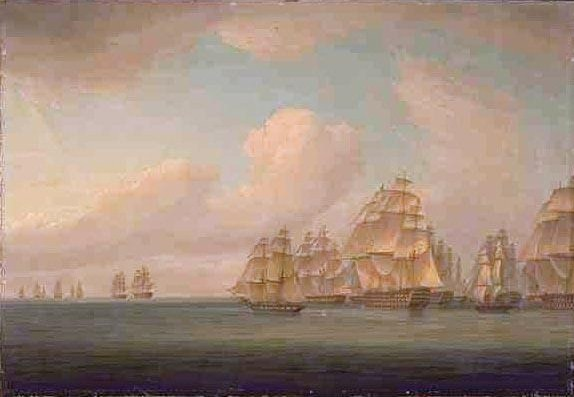
Lo squadrone di Allemand insegue il convoglio della Calcutta, 25 settembre 1805, Thomas Whitcombe

Barham aveva però pesantemente errato nel ritirare le sue navi, dimenticandosi della forza francese d'istanza a Brest che non era stata coinvolta nella campagna del 1805 e che ora si trovava in piena forza. Egli sottostimò inoltre anche Napoleone, che aveva osservato come la permanenza di Villeneuve nei Caraibi avesse costituito una delle principali minacce in loco per il commercio degli inglesi, ritardando convogli e causando il panico tra i mercanti del posto. Le autorità navali francesi vennero ispirate dall'effetto della spedizione razziatrice comandata dal contrammiraglio Zacharie Allemand, fuggito da Rochefort il 17 luglio 1805, causando notevoli problemi agli inglesi nell'Atlantico e nella costa nordafricana. Cercando di ripeter l'impresa, Napoleone inviò degli ordini al comandante di Brest, il viceammiraglio Honoré Ganteaume, nel novembre del 1805 affinché predisponesse due potenti squadroni per operare nell'Atlantico. Questi avrebbero dovuto lasciare Brest col favore della notte il 13 dicembre, con l'ordine di intercettare ogni convoglio mercantile inglese nell'Atlantico. Successivamente, i due squadroni si sarebbero separati, uno verso l'Atlantico meridionale e l'altro verso i Caraibi, causando ulteriori danni al commercio intercontinentale inglese. Gli ordini erano quelli di scoraggiare gli ammiragli a ingaggiare battaglie con navi della Royal Navy di taglia eguale o maggiore per evitare di essere catturati o di vedere distrutte le proprie navi.
Ganteaume scelse 11 navi di linea per l'operazione, inclusa la Impérial (120 cannoni) che divenne l'ammiraglia del viceammiraglio Corentin-Urbain Leissègues, che avrebbe dovuto salpare alla volta dei Caraibi con altre quattro navi di linea, due fregate e una corvetta. Il suo squadrone portava a bordo più di 1000 soldati francesi per aumentare la guarnigione di Santo Domingo al comando del generale Jean-Louis Ferrand, e poi avrebbe dovuto trascorrere due mesi bloccando i porti della Giamaica prima di portarsi verso l'isola di Terranova per avviare il viaggio di ritorno in Francia dopo aver fatto adeguati rifornimenti. L'altro squadrone venne dato in comando al contrammiraglio Jean-Baptiste Willaumez a bordo della Foudroyant, con l'ordine di portarsi nell'Atlantico meridionale prima di salpare alla volta delle isole Leeward, comunicando con le colonie francesi della Martinica, di Guadalupa e della Caienna e bloccando le Barbados. Quando l'opposizione fosse divenuta eccessiva da parte dei nemici, avrebbe dovuto portarsi verso Sant'Elena e da lì poi ritornare in Francia con adeguati rifornimenti. Il suo squadrone era composto da sei navi di linea, due fregate e due bricchi, e vantava tra i suoi uomini il capitano Girolamo Bonaparte, fratello minore dell'imperatore. Le operazioni in tutto sarebbero durate massimo 14 mesi, causando non pochi danni al commercio inglese nella visione dei francesi.

## Dicembre 1805
Il 13 dicembre 1805, con la maggior parte degli squadroni inglesi ancorati alla Baia di Cawsand ed i restanti fuori da ogni rotta utile, gli squadroni francesi salparono da Brest nella Baia di Biscaglia senza essere notati. In due giorni fecero circa 500 miglia navali (circa 930 km) e giunsero nell'Oceano Atlantico dove incontrarono un convoglio mercantile inglese che Willaumez si diede ad inseguire. Il convoglio era salpato da Gibilterra scortato dalla HMS Polyphemus (64 cannoni) al comando del capitano Robert Redmill e dalla fregata HMS Sirius al comando del capitano William Prowse. Pesantemente superati di numero, il convoglio fuggì a vele spiegate con Willaumez alle calcagna. Il secondo giorno un secondo convoglio apparve a nord, composto da 23 navi provenienti da Cork e dirette nei Caraibi, scortate dalle fregate HMS Arethusa al comando del capitano Charles Brisbane, HMS Boadicea al comando del capitano John Maitland e dal bricco HMS Wasp. Con Willaumez distratto, Leissègues ordinò al suo squadrone di condurre l'inseguimento.
Le navi di Willaumez catturarono un gran numero di navi del convoglio di Redmill e cercarono di isolare la Sirius. Con l'intero convoglio disperso, Willaumez inviò la fregata Volontaire all'isola spagnola di Tenerife con le navi catturate, prima di tornare al suo squadrone per proseguire la missione prevista. Da nord, Leissègues si avvicinò gradualmente al convoglio di Brisbane col favore della notte ma non abbastanza sino al 16 dicembre. In risposta, Brisbane dispose le sue tre navi da guerra in linea da battaglia, accompagnate da tre grandi mercantili. Questa forza non poteva resistere alla controparte di Leissègues, ma voleva permettere agli altri 17 vascelli di fuggire dal blocco delle fregate francesi che le stavano inseguendo. Ignorando il convoglio fuggito, Leissègues formò una seconda linea di battaglia e continuò ad inseguire Brisbane, le cui navi erano però più veloci e seminarono quelle francesi nel corso della giornata. Col cadere della notte, Leissègues abbandonò l'inseguimento e si portò a sud e Brisbane immediatamente diede ordine alla Boadicea di portarsi a Brest ed al Wasp di bloccare gli squadroni per evitare ulteriori operazioni francesi nell'Atlantico. Brisbane rimase in contatto visivo con Leissègues pur mantenendosi a distanza.

### L'operazione Duckworth
Il 20 novembre 1805, lo squadrone francese al comando del contrammiraglio Allemand incontrò un convoglio inglese presso le Isole Selvagge. Lo squadrone di Allemand era nel suo viaggio di ritorno verso la Francia quando incontrò il convoglio, composto da sei mercantili salpati dalla Gran Bretagna e diretti a Gorée sotto la scorta del bricco HMS Lark al comando del comandante Frederick Langford. Langford diede ordine al suo convoglio di sparpagliarsi con l'avvicinarsi dei francesi e la Lark si portò a nord alla ricerca del contrammiraglio Sir John Thomas Duckworth e dello squadrone di Cadice, raggiungendoli il 26 novembre. Duckworth immediatamente salpò inseguendo Allemand, lasciandosi dietro solo due fregate per difendere Cadice in sua assenza.
Dirigendosi a sud di Cadice, lo squadrone di Duckworth raggiunse Madeira il 5 dicembre, passando Tenerife dieci giorni dopo senza aver visto alcuna nave francese. Continuando verso sud in vista delle Isole di Capo Verde, Duckworth riluttante concesse allo squadrone francese di fuggire e si portò a nord sino ad incontrare il convoglio ridotto di Brisbane il 23 dicembre. Ricostruito il possibile tragitto delle navi di Leissègues, Duckworth continuò a nord per intercettare lo squadrone nemico. Alle 06:45 del 25 dicembre, alle coordinate 30°52′N 20°16′W, a circa 200 miglia nautiche (370 km) a nord ovest delle Canarie, intercettò lo squadrone di Duckworth. Lo squadrone di Allemand disponeva di circa nove navi, ma quando Duckworth si avvicinò si accorse che si trattavano di due squadroni differenti insieme. Il suo obbiettivo era dunque Willaumez che ancora Duckworth stava ancora inseguendolo con le sue navi HMS Superb, HMS Spencer e HMS Agamemnon.
Alle 13:00 del 26 dicembre, l'ammiraglia Superb era a solo 7 miglia nautiche (13 km) di distanza dalla prima nave francese, con la Spencer 4 miglia più indietro (7,4 km) e la Agamemnon ad altre 5 miglia (9,3 km) di distanza. Il resto dello squadrone si trovava a 22 miglia (41 km), mentre la HMS Donegal addirittura si trovava a 45 miglia (83 km). Lo squadrone francese, più compatto, aveva maggior fortuna. Gli inglesi erano troppo dispersi al loro interno per poter fornire una forza di opposizione eguale a quella dei francesi. Duckworth a questo punto prese la decisione di cancellare l'inseguimento, presa di posizione che venne pesantemente criticata: lo storico William James commentò dicendo che "la Superb condusse un'azione fantastica nel corso di poche ore... al punto che qualsiasi azione sarebbe stata favorevole agli inglesi".
Duckworth inviò quindi la fregata HMS Amethyst in Gran Bretagna a riportare la notizia dell'attività francese nell'Atlantico orientale, col suggerimento che probabilmente le navi francesi erano dirette verso le Indie Orientali olandesi. Si portò personalmente a sudovest verso le Isole Leeward, dove avrebbe potuto rifornire le proprie navi nella speranza di riprendere il blocco di Cadice. Il 2 gennaio 1806 ordinò alla HMS Powerful al comando del capitano Robert Plampin di salpare alla volta dell'Oceano Indiano e rafforzare lo squadrone inglese in loco, nel caso in cui lo squadrone di Willaumez avesse raggiunto le acque asiatiche.

### La risposta inglese
La risposta francese raggiunse la Gran Bretagna solo il 24 dicembre, quando la notizia toccò Gibilterra. Il rapporto indicava la grandezza delle forze francesi indicandole in 11 navi di linea con 4 fregate. Riconoscendo il suo errore nell'aver ritirato il blocco navale, Barham immediatamente ordinò ai due squadroni di prepararsi per salpare: uno agli ordini del viceammiraglio Sir John Borlase Warren a Spithead, con la HMS London ed altre sei navi di linea. L'altro si costituì nella baia di Cawsand sotto il contrammiraglio Sir Richard Strachan ed era composto dalla HMS St George e da altre cinque navi di linea. Entrambi gli squadroni ebbero il compito di percorrere il medio Atlantico alla ricerca degli squadroni francesi, Warren nelle vicinanze di Madeira e successivamente verso le Indie Occidentali, aderendo poi agli squadroni sotto il contrammiraglio Alexander Cochrane ed il viceammiraglio James Richard Dacres. Strachan dovette passare Saint Helena e dirigersi poi verso la costa africana occidentale al Capo di Buona Speranza, ponendosi di guardia alla strada commerciale per l'Atlantico Orientale che connetteva la Gran Bretagna all'India. Se on fosse stato in grado di scovare i francesi ebbe l'istruzione di unire il suo squadrone a quello del commodoro Home Riggs Popham che era stato inviato per invadere la base olandese al Capo di Buona Speranza nell'autunno del 1805.

## La Battaglia di Santo Domingo
Il 12 gennaio 1806, lo squadrone di Duckworth ancorato a Carlisle Bay, nelle Barbados, inviò la HMS Acasta a St. Kitts per rifornimenti ulteriori d'acqua. Il 19 gennaio l'intero squadrone salpò da Basseterre a St. Kitts, dove pure fece rifornimento di cibo e acqua. Il 21 gennaio due navi dello squadrone delle Indie Occidentali si unirono al gruppo: la HMS Northumberland al comando del capitano John Morrison e la HMS Atlas al comando del capitano Samuel Pym. La Northumberland era la nave ammiraglia del contrammiraglio Alexander Cochrane, che incontrò Duckworth ma non ebbe informazioni circa i movimenti dei francesi nella regione. In effetti, Leissègues era giunto nei Caraibi il 20 gennaio ma il suo passaggio era stato ritardato in quanto le sue navi erano state disperse da una serie di tempeste invernali lungo le coste delle Azzorre. Sbarcando le truppe a Santo Domingo, l'ammiraglio francese fece realizzare anche le riparazioni necessarie alle sue navi, attese l'arrivo della Alexandre e della Brave che si erano perdute nel tragitto, e caricò a bordo rifornimenti per due settimane in preparazione a delle operazioni di razzia nelle Indie Occidentali.
Il 1º febbraio, lo sloop inglese HMS Kingfisher giunse a St. Kitts con la notizia che tre navi francesi di linea erano state individuate al largo di Santo Domingo. Duckworth immediatamente alzò l'ancora e salpò dal porto, passando per St. Thomas il 3 febbraio ed attraverso il Mona Passage il giorno successivo. Il 5 febbraio, la fregata HMS Magicienne al comando del capitano Adam Mackenzie si unì allo squadrone, accompagnata da uno schooner danese catturato che recentemente aveva lasciato Santo Domingo. Prima che la nave danese lasciasse il porto, gli ufficiali si erano posti il problema che tale nave avrebbe potuto rivelare agli inglesi dettagli sulla presenza dei francesi in loco e per questo avevano chiesto a Leissègues il permesso di bruciarla, ma egli si era rifiutato.

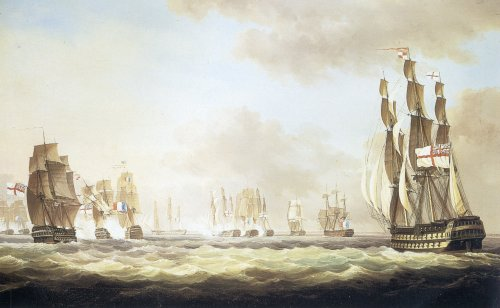
La Battaglia di Santo Domingo, 6 febbraio 1806, con la HMS Canopus che si unisce all'azione, Thomas Lyde Hornbrook

Nelle prime ore del 6 febbraio 1806, le fregate d'ispezione di Duckworth avvistarono lo squadrone di Leissègues al largo del porto di Santo Domingo. Le vedette francesi riportarono lo squadrone inglese all'ammiraglio, il quale ordinò alle sue navi di porsi in linea di battaglia ad ovest lungo la costa, in direzione di Nizao. Duckworth impegnò personalmente la sua ammiraglia, la Superb, assieme alla Northumberland di Cochrane ed alla Spencer. Il resto delle navi andarono a formare una seconda divisione guidata dal contrammiraglio Thomas Louis a bordo della HMS Canopus che rapidamente si trovò dietro la divisione principale. Alle 10:10, Duckworth aprì il fuoco sulla Alexandre, mentre la Northumberland e la Spencer attaccarono le altre due navi francesi, l'ammiraglia Impérial e la Diomède. In 15 minuti di combattimenti, la Alexandre si era trovata fuori dalla linea, portando la Spencer a sud, mentre la Northumberland aveva subito notevoli danni dalla Impérial. Alle 10:35, giunse lo squadrone di Louis, dove ciascuna nave si diresse contro la Alexandre. La Canopus si portò a circondare la Impérial mentre la HMS Donegal si diede per obbiettivo la Brave e la HMS Atlas attaccò la Jupiter, che si arresero entrambe dopo breve.
Con la retroguardia francese battuta, il resto delle navi inglesi focalizzarono il loro attacco sulla Impérial e sulla Diomède, ma l'intenso fumo provocato dagli spari di cannone bloccava la vista degli inglesi e la Atlas andò a collidere con la Canopus, mentre il fuoco proveniente dalla Impérial andava sempre a colpire la Northumberland. Alle 11:30, circondato dai nemici e senza possibilità di fuga, Leissègues decise di portare alla deriva le sue navi piuttosto che arrendersi. Inseguite dalla Canopus, sia la Impérial che Diomède vennero fatte deliberatamente colare a picco. Con la linea nemica distrutta, Duckworth ancorò e si limitò ad osservare l'attività francese. Fuori dalla portata del fuoco inglese, le scialuppe trasportarono i marinai della Impérial e della Diomède in salvo, ma per l'eccessivo peso esse iniziarono ben presto a riempirsi di acqua. Duckworth a questo punto decise di inviare le sue fregate a recuperare i 156 sopravvissuti che divennero prigionieri di guerra. Le perdite inglesi nello scontro ammontarono a 74 morti e 264 feriti, mentre le perdite francesi furono in totale 1510, anche se non vennero tenuti resoconti accurati della battaglia.
Con la sconfitta del nemico, Duckworth decise di staccare la Northumberland e la HMS Agamemnon ed inviarle alle Barbados portando il resto dello squadrone in Giamaica coi prigionieri. La vittoria venne largamente celebrata anche in patria quando la notizia giunse in Europa tramite il bricco HMS Kingfisher. Storici come William James e William Laird Clowes hanno entrambi sottolineato che se Duckworth non si fosse dimostrato vittorioso a Santo Domingo avrebbe probabilmente dovuto affrontare la corte marziale.

## Il viaggio di Willaumez

### Atlantico meridionale
Dopo aver seminato Duckworth il 26 dicembre, Willaumez salpò per l'Atlantico meridionale, intendendo passare l'Oceano Indiano per toccare il Capo di Buona Speranza anticipando così l'arrivo della flotta inglese in Cina. La cosiddetta "flotta cinese" era un grande convoglio annuale che traeva origine nel suo viaggio a Canton per poi passare attraverso lo Stretto di Malacca, proseguire per l'Oceano Indiano, doppiare il Capo di Buona Speranza, dirigersi verso il Nord Africa attraverso l'Oceano Atlantico ed arrivare in Gran Bretagna sei mesi dopo la propria partenza. Nel corso del suo viaggio, il convoglio raccoglieva navi da varie colonie britanniche nell'Oceano Indiano ed al suo passaggio in Africa poteva contare ormai su una dozzina di vascelli. La flotta cinse, che combinava pesanti armamenti ad un gran numero di navi, su una rotta commercialmente favorevole, era un obbiettivo ghiotto per gli squadroni francesi anche se nella Battaglia di Pulo Aura del febbraio 1804, la flotta cinese aveva già battuto un potente squadrone francese al comando del contrammiraglio Charles-Alexandre Durand Linois.
Willaumez aveva pianificato di rifornire il proprio squadrone a Città del Capo prima di darsi alla ricerca della flotta cinese, ma l'equipaggio di un mercantile catturato nell'Atlantico meridionale lo informò che i governatori olandesi si erano arresi il 10 gennaio 1806 ad un corpo di spedizione straordinario al comando del generale Sir David Baird e del commodoro Popham dopo cinque giorni di combattimenti ed era pertanto impossibile attraccare in sicurezza a quel porto. Willaumez decise quindi di continuare le operazioni nell'Atlantico meridionale sino ad aprile, quando si portò a Salvador in Brasile per fare rifornimenti. Willaumez ebbe fortuna nel raccogliere altre informazioni prima di ancorarsi a Table Bay: Popham aveva infatti ordinato a tutte le navi di continuare ad esporre la bandiera olandese nella speranza che i nemici, tutt'altro che insospettiti, si fossero portati a portata dei cannoni costieri. Il 4 marzo questa tattica funzionò perfettamente quando la fregata Volontaire, distaccatasi dallo squadrone di Willaumez a dicembre, ancorò proprio nel mezzo dello squadrone di Popham, ignara della reale identità di quelle navi. Accerchiato e senza speranza di sfuggire, il capitano Bretel non ebbe altra scelta che arrendersi.

### La distruzione di Linois

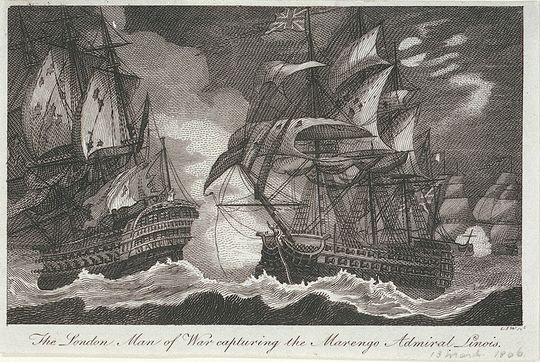
La Man o' War "London" cattura la "Marengo" dell'ammiraglio Linois, 13 marzo 1806, incisione d'epoca di "W. C I"

Mentre Willaumez operò nell'Atlantico meridionale, gli squadroni inglesi al comando di Strachan e Warren gli diedero la caccia per centinaia di miglia verso nord. Lo squadrone di Warren si portò nell'Atlantico orientale, monitorando le rotte commerciali lungo la costa dell'Africa occidentale mentre Strachan si focalizzò sull'Atlantico occidentale, in particolare nel sud dei Caraibi. Anche se entrambi gli squadroni non erano in posizione tale da poter intercettare Willaumez sin quando non si fosse portato a nord, la posizione di Warren gli diede l'opportunità di controllare ogni vascello francese o alleato che si portasse in Europa da est. Alle 03:00 del 16 marzo 1806, la HMS London riportò degli avvistamenti ed il capitano Sir Harry Burrard-Neale ordinò alla sua nave di darsi all'inseguimento. Anche se le altre navi dello squadrone non potevano vedere nulla, Warren diede ordine a loro di inseguire la London in caso che le navi avvistate avessero dato prova di essere francesi.
Le navi individuate erano infatti le ultime dello squadrone di Linois che erano salpate il 13 marzo 1803 ed avevano operato nell'Oceano Indiano. Qui Linois aveva condotto una serie di raid commerciali con ben pochi successi, sia per la mancanza di magazzini all'Île de France sia per le esitazioni di Linois di fronte al nemico. Lo squadrone aveva perso l'opportunità di Pulo Aura e della Battaglia di Vizagapatam nel 1804 e nuovamente contro un convoglio comandato da Sir Thomas Troubridge nel 1805. Di molto ridotto a causa di continui distacchi e affondamenti, lo squadrone di Linois era composto solo dalla sua nave di linea, la Marengo e dalla fregata Belle Poule. Alle 03:00 del 13 marzo fu proprio la Marengo ad essere avvistata.
Alle 05:30, la London e la Marengo giunsero quasi sul punto di scontrarsi nell'oscurità, ma Linois riconobbe subito che la nave era una di quelle della Royal Navy e disperatamente cercò con ogni sforzo di invertire la rotta e fuggire. La Marengo era però troppo lenta e Neale aprì il fuoco, infliggendo rapidamente molti danni all'ammiraglia francese. Il capitano a bordo della Belle Poule assistette l'ammiraglia per quanto poté, ma alle 06:15 vide avvicinarsi la fregata inglese HMS Amazon. Il combattimento proseguì per altre quattro ore e mezza, con Linois che difendeva la sua nave contro il resto dello squadrone di Warren. A nordest, la Amazon riuscì a catturare la Belle Poule. Incapaci di scappare o di continuare la lotta, sia Linois che Bruilhac si arresero alle 11:00. Le perdite francesi ammontarono a 69 morti e 106 feriti mentre quelle inglesi furono di 13 morti e 27 feriti. Dopo lo scontro Warren tornò in Gran Bretagna con le prede ottenute, lasciando la metà orientale dell'Atlantico temporaneamente scoperta.

## Willaumez nei Caraibi
All'inizio dell'aprile del 1806, Strachan era l'unico ammiraglio inglese che ancora stava dando la caccia allo squadrone di Willaumez, dopo il ritiro di Duckworth e Warren. Lo squadrone di Strachan era ostacolato nei suoi movimenti dalla presenza della HMS St George (98 cannoni), che era troppo lenta per poter operare effettivamente di fronte alla veloce risposta di Strachan. Tornato in Gran Bretagna all'inizio di aprile per i rifornimenti, Strachan decise di distaccare dal suo squadrone sia la St George che la HMS Centaur (la nuova ammiraglia del blocco di Rochefort) a Plymouth e venne unita anche a tre altre navi di linea e due fregate, tutte navi veloci e capaci di operazioni su vasta scala. All'inizio di maggio, la notizia che Willaumez era passato a San Salvador e da lì era partito a metà aprile, raggiunse l'Inghilterra e Strachan ottenne nuovamente il compito di inseguirlo, salpando ancora una volta verso le Indie Occidentali.
Lasciando il Brasile, Willaumez dapprima si diresse verso la colonia francese della Caienna dove divise il suo squadrone in tre parti per incrementare il raggio d'azione nelle Indie Occidentali. A maggio considerò di attaccare la Baia di Carlisle nelle Barbados, ma ben presto decise di recedere dall'idea mancando di tempo e venti adatti all'operazione. Cochrane, il cui squadrone era di base proprio nella Baia di Carlisle, iniziò ad inseguire le navi francesi e fu quasi sul punto di catturare Girolamo Bonaparte a bordo della Vétéran con la sua ammiraglia Northumberland, costringendo così i francesi a ripiegare su Fort-de-France in Martinica il 9 giugno. Cochrane bloccò il porto locale e venne raggiunto dalla HMS Elephant al comando del capitano George Dundas e dalla HMS Canada al comando del capitano John Harvey, ma la Northumberland era stata danneggiata da una tempesta e gli inglesi erano stati costretti temporaneamente a ritirarsi a Saint Lucia, permettendo così alle navi francesi Eole e Impétueux di raggiungere il Fort-de-France il 15 giugno. Per la settimana successiva il resto dello squadrone di Willaumez ignorò gli sforzi di Cochrane di intercettarlo.
Il 1º luglio Willaumez lasciò Fort-de-France con due navi e salpò alla volta di Montserrat, catturando tre mercantili nel porto locale. Il governatore inglese a Montserrat inviò dei messaggi urgenti a Nevis e a St. Kitts, dove le autorità locali fecero evacuare diverse navi mantenendo la sola HMS Carysfort (28 cannoni) che era ancorata a Sandy Point. Ad ogni modo, 13 navi altre navi rimasero al loro posto ed il 3 luglio lo squadrone di Willaumez riuscì ad avere la meglio su quattro navi inglesi a Nevis, attaccando le altre nove presso Brimstone Hill. Il fuoco delle batterie di artiglieria di Brimstone Hill riuscì a respingere gli aggressori. Il 4 luglio Willaumez si unì allo squadrone di Montserrat con la notizia che un convoglio annuale in Giamaica era ancorato al largo di Tortola. Cochrane aveva già avvisato la stazione della Giamaica dell'imminente pericolo dei francesi. Il 6 luglio Willaumez avvistò Cochrane a sudest di St. Thomas e, mantenendo fede agli ordini di Napoleone di non arrischiarsi in battaglie inconcludenti, rigirò la sua nave e passò tra St. Thomas e le Isole Vergini. Con la cacciata dei francesi, Cochrane salpò da Tortola e condusse il convoglio verso l'Europa.
Frustrato dalla mancata occasione di intercettare il convoglio quando questo era ancora ancorato, Willaumez si autodeterminò a prenderlo mentre si trovava in viaggio, salpando verso le Bahamas. Qui attese il convoglio, cattrando ogni nave in vista del suo squadrone, inclusi i vascelli neutrali, dal momento che anche questi avrebbero potuto rivelare la sua posizione al nemico. Per diverse settimane Willaumez attese senza speranza in quanto gli inglesi aspettarono a partire sino a quando non ebbero informazioni certe sul convoglio francese. Nella notte del 31 luglio, annoiato dell'attesa, il capitano Girolamo Bonaparte si staccò dallo squadrone agendo di propria testa, senza nemmeno notificare le sue azioni all'ammiraglio. Il 1º agosto Willaumez si turbò per la scomparsa improvvisa della Vétéran e, ritenendo che la nave si fosse separata accidentalmente, diede inizio alle ricerche del vascello mancante e soprattutto del suo comandante che era pur sempre il fratello dell'imperatore.
Mentre Willaumez era distratto da questa ricerca, Cochrane si dette a preparare il convoglio. Incapace di ritardare oltre la sua partenza, inviò 109 grandi mercantili ad est sotto la protezione di una piccola nave di linea, due fregate e due sloops, con forze significativamente inferiori rispetto a quelle messe in campo da Willaumez. Il convoglio passò nel punto esatto dove si sarebbero trovate le navi di Willaumez ma l'ammiraglio si era nel frattempo portato a nord alla ricerca della Vétéran e quando fece ritorno nel punto, il convoglio inglese era ormai già lontano verso l'Inghilterra.

## L'uragano
Col suo squadrone inaspettatamente diminuito di numero, il suo obbiettivo principale fuggito e a corto di risorse, Willaumez decise di iniziare l'ultima parte del suo viaggio e salpare alla volta di Terranova, fuggendo ancora una volta da Cochrane e da Warren. Dal 18 agosto si orientò a nord, e si trovava alle coordinate 22°N 63°W, a 324 miglia nautiche (circa 600 km) a nordest di Porto Rico, quando il suo squadrone venne colpito da un violento uragano. Quando la tempesta si abbatté sulle sue navi, Willaumez trovò che la nave ammiraglia Foudroyant era fortemente danneggiata e sola. Abbozzando delle riparazioni temporanee, la Foudroyant iniziò lentamente a portarsi verso il porto spagnolo dell''Avana a Cuba dove poté essere riparata a dovere prima di tornare in Francia. Nel giro di un mese Willaumez non incontrò alcuna nave, ma il 15 settembre, gli apparve la fregata inglese HMS Anson al comando del capitano Charles Lydiard. Willaumez inviò una nave all'Havana per prestare assistenza dal momento che la fregata inglese aprì il fuoco alle 13:15. Sebbene la Foudroyant fosse ben più grande della Anson essa era significativamente danneggiata ed incapace di rapide manovre, fatto che diede a Lydiard alcune speranze di poterla catturare. Ad ogni modo il fuoco della Willaumez diede prova di essere troppo potente ed alle 13:45 la Anson si allontanò con 2 morti e 8 feriti a bordo. Le navi spagnole, tra cui la San Lorenzo, si portarono ad assistere la Foudroyant ed in poche ore venne felicemente ancorata ad un porto sicuro.
Il resto dello squadrone di Willaumez ebbe meno successo nel tentativo di salvarsi. Tutte le navi erano state pesantemente danneggiate ed erano state sospinte nella costa orientale degli Stati Uniti. Qui esse incontrarono lo squadrone di Strachan, che era riuscito a passare attraverso le Bahamas mentre Willaumez era impegnato nella ricerca della Vétéran alla distanza di 60 miglia nautiche (110 km) da Willaumez quando pure questo incappò nel medesimo uragano che disperse lo squadrone francese. Meno danneggiate di quelle dei loro nemici, le navi di Strachan iniziarono a portarsi verso Chesapeake Bay con l'intenzione di continuare il completamento delle loro riparazioni. Il 14 settembre le navi di linea HMS Belleisle al comando del capitano William Hargood, HMS Bellona al comando del capitano John Erskine Douglas e la fregata HMS Melampus al comando del capitano Stephen Poyntz si stavano portando al largo di Cape Henry alla ricerca dell'ammiraglia di Strachan, la HMS Caesar quando notarono una nave a sudovest. Avvicinandosi per investigare, scoprirono che essa non era altri che la nave francese Imétueux ridotta in pessimo stato dall'uragano e che disperatamente tentava di attraccare ad un porto sicuro negli Stati Uniti. Il commodoro Alain-Joseph Le Veyer-Belair immediatamente guidò la Impétueux verso la costa per evitare ogni combattimento e la fece arenare alle 08:15. Per quanto la Impétueux fosse ora sul suolo degli Stati Uniti, la Melampus aprì il fuoco e l'attaccò venne seguito alle 10:00 anche dai colpi di cannone della Belleisle e della Bellona. Alle 20:00 ciò che rimaneva della ciurma francese era ormai stato portato a bordo della fregata inglese come prigioniero e Poyntz aveva dato l'ordine di incendiare ciò che rimaneva della nave francese.
La distruzione della Impétueux sul territorio statunitense portò a dei problemi col console francese a Norfolk (Virginia) e lamentele da parte dei capitani delle navi francesi Éole e Patriote, che si trovavano ad Annapolis dopo la tempesta. A causa dei pesanti danni, le riparazioni alla Patriote durarono per quasi un anno e il commodoro Joseph-Hyacinthe-Isidore Khrom impiegò sino al 16 dicembre 1807 per fare ritorno in Francia. Giunse all'Ile d'Aix il 17 gennaio 1808, evitando di poco lo squadrone del blocco navale di Strachan che era temporaneamente fuori posizione per reperire acqua potabile. La Éole non venne mai riparata: le difficoltà nel reperire il materiale necessario portarono alla sua definitiva demolizione ad Annapolis nel 1811. Un'altra nave che non fece più ritorno in Francia fu la Valeureuse che riparò presso il Fiume Delaware dopo l'uragano ma venne costretta poi a risalire il fiume verso Filadelfia per sfuggire agli inglesi. Come per la Éole, le riparazioni si dimostrarono troppo complesse e la Valeureuse venne demolita qualche anno dopo. L'ammiraglia Foudroyant riuscì a tornare in Francia, salpando dall'Havana sul finire del 1806 e giungendo a Brest nel febbraio del 1807.

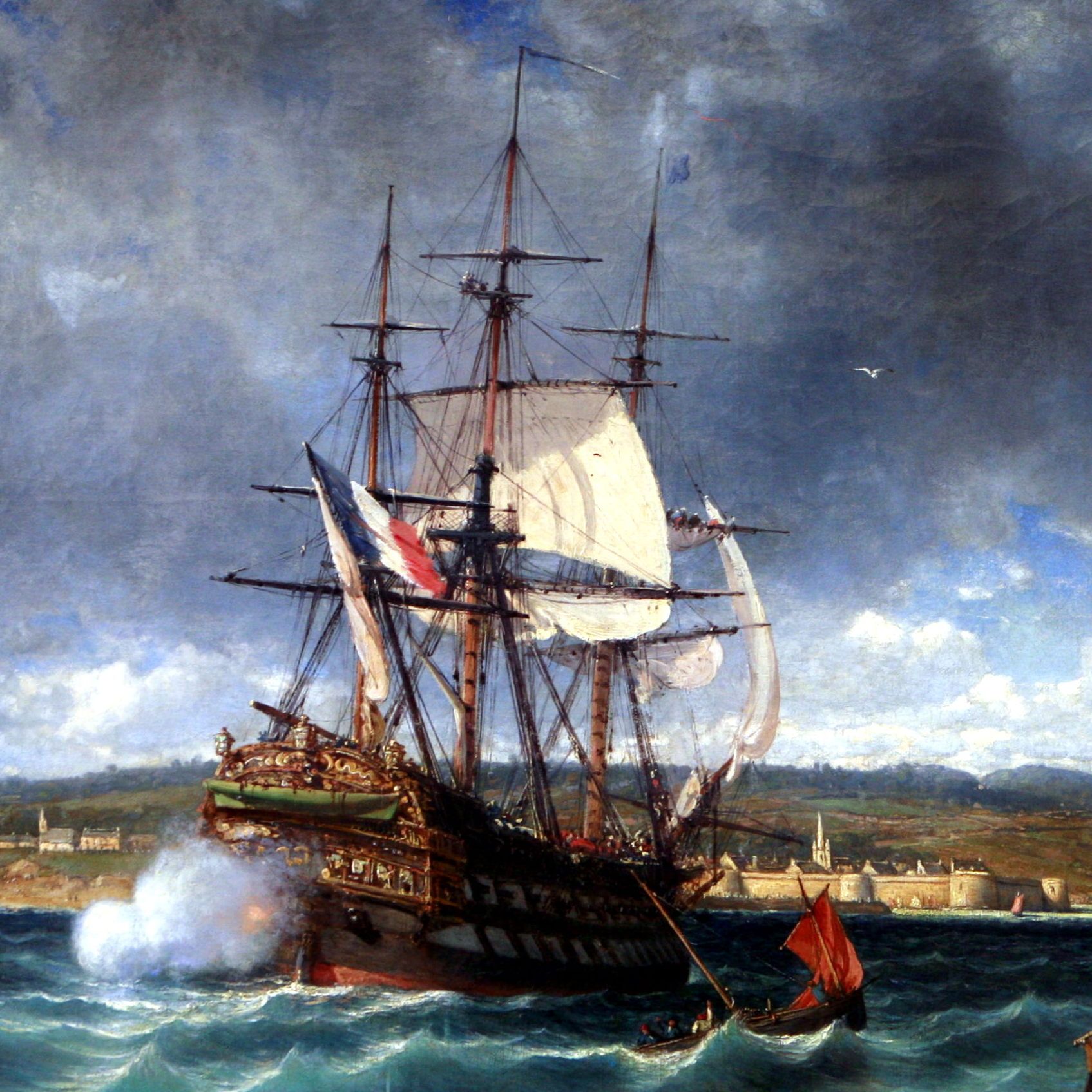
"La Vétéran entra a Concarneau", dipinto di Michel Bouquet

Dell'originario squadrone solo due navi tornarono immediatamente in Francia: la Vétéran che si era separata prima della tempesta col capitano Bonaparte, assistita da un equipaggio selezionato di veterani, cercò di intercettare un convoglio commerciale proveniente da Québec e diretto in Gran Bretagna scortato solo dalla HMS Champion (22 cannoni) al comando del capitano Robert Howe Bromley il 10 agosto. Sebbene Bromley tentò in ogni modo di allontanare la nave francese, questa riuscì comunque a catturare sei mercantili, dando poi loro fuoco. La Champion ed il trasporto Osborne riuscirono a fuggire, accompagnate da nove altri mercantili. Il 26 agosto, 26 giorni dopo la diserzione dallo squadrone di Willaumez, Bonaparte era ormai vicino alle coste francesi quando gli diede la caccia la HMS Gibraltar (80 cannoni) al comando del capitano Willoughby Lake, affiancato dalle fregate HMS Penelope e HMS Tribune al comando dei capitani William Robert Broughton e Thomas Baker. Gli ufficiali sottoposti al comando del Bonaparte a questo punto abbandonarono l'idea di raggiungere Lorient e preferirono invece dirigere la Vétéran verso il piccolo porto di Concarneau. Sebbene un altro capitano di marina nella medesima posizione sarebbe stato sottoposto alla corte marziale per aver abbandonato il suo ammiraglio senza ordini o permessi specifici, il fratello dell'imperatore venne invece lodato per aver intercettato il convoglio da Quebec e promosso poco dopo. Altra sopravvissuta dello squadrone di Willaumez du la Cassard che passò quasi intatta l'uragano e proseguì da sola alla volta dell'Europa, giungendo a Rochefort alcune settimane dopo.

## Operazioni minori
Oltre agli squadroni di Willaumez, Leissègues e Linois, le autorità francesi avevano inviato diverse altre forze nell'Atlantico nel corso della campagna; per quanto operazioni separate potevano passare inosservate rispetto alla campagna militare principale o addirittura eversive rispetto ai disegni iniziarli, esse ebbero comunque un loro successo localmente. La prima di queste fu la spedizione L'Hermite, una spedizione verso l'Africa occidentale sotto il commodoro Jean-Marthe-Adrien L'Hermite che era salpato da Lorient alla fine della campagna di Trafalgar con l'ordine di attaccare i mercantili dell'Africa occidentale ed attendere i rinforzi al comando di Girolamo Bonaparte. Prima ancora che il Bonaparte potesse salpare, ad ogni modo, la Battaglia di Trafalgar cambiò la situazione strategica ed i rinforzi non poterono mai essere inviati sul posto. L'Hermite condusse una campagna fatta di raid minori catturando alcune navi mercantili e schiaviste, salpando poi alla volta della Caienna e poi nuovamente verso la Francia nel settembre del 1806. Una seconda forza ebbe maggior fortuna: la spedizione Lamellerie era composta da due fregate che erano sopravvissute alla battaglia di Trafalgar e si erano portate a Cadice. Duckworth si era ritirato dal blocco di Cadice nel novembre del 1805. Nel febbraio del 1806, un tentativo di spingere lo squadrone francese fuori dal porto ritirando le proprie navi ad eccezione della HMS Hydra ebbe ben poco effetto e la stessa Hydra dovette essere rimossa dalla sua posizione il 26 febbraio 1806 e La Meillerie riuscì a fuggire con quattro fregate e un bricco. La Hydra diede la caccia a La Meillerie, ma quest'ultima preferì abbandonare agli inglesi il bricco per evitare di entrare direttamente in conflitto col nemico. 